# Лузитанци
Лузитанци (лат. Lusitani) је име за групу прероманских народа који су насељавали западне делове Иберијског полуострва између реке Тахо и Дуеро. По њима је касније именована римска провинција Лузитанија која је настала поделом римске провинције Хиспаније Ултериор коју је извршио цар Август у 19. п. н. е. Седиште Лузитаније било је римски град Емерита Августа (лат. Emerita Augusta) (данас Мерида).

## Значење у савременом добу
Данас се термини Лузитанци и Лузитанија користе као метафора за Португалце и Португалију, нарочито у књижевности. Лузофон је термин који описује говорника португалског језика. 